# Il trasloco
Il trasloco è un film documentario del 1991 diretto da Renato De Maria.

## Trama
Bologna, 1991. In un appartamento del centro gli operai portano via mobili e casse: è in corso un trasloco dopo l'ingiunzione di sfratto.
Si tratta di un appartamento speciale: la casa di via Marsili 19 fu uno dei centri del Movimento del '77 bolognese.
Bifo, Paolo Scòzzari, e altri abitanti della casa, ne raccontano la storia, le persone che ci hanno vissuto, ci hanno bivaccato e transitato, la nascita di Radio Alice, gli arresti e le perquisizioni. Nel frattempo la casa si svuota.

## Distribuzione
Presentato fuori concorso al Torino Film Festival, il film fu trasmesso da Rai 3 il 25 dicembre 1991, la stessa sera in cui a Mosca la bandiera sovietica veniva ammainata dal pennone più alto del Cremlino.